# Der Besuch des Leibarztes
Der Besuch des Leibarztes ist der Titel des 2001 in deutscher Übersetzung von Wolfgang Butt erschienenen Romans von Per Olov Enquist, 1999 in Schweden unter dem Originaltitel Livläkarens Besök erschienen. Das Werk ist ein historischer Roman; die Rahmenhandlung beruht auf wahren Ereignissen mit historischen Personen, einige Details im geschilderten Handlungsablauf sind fiktiv.

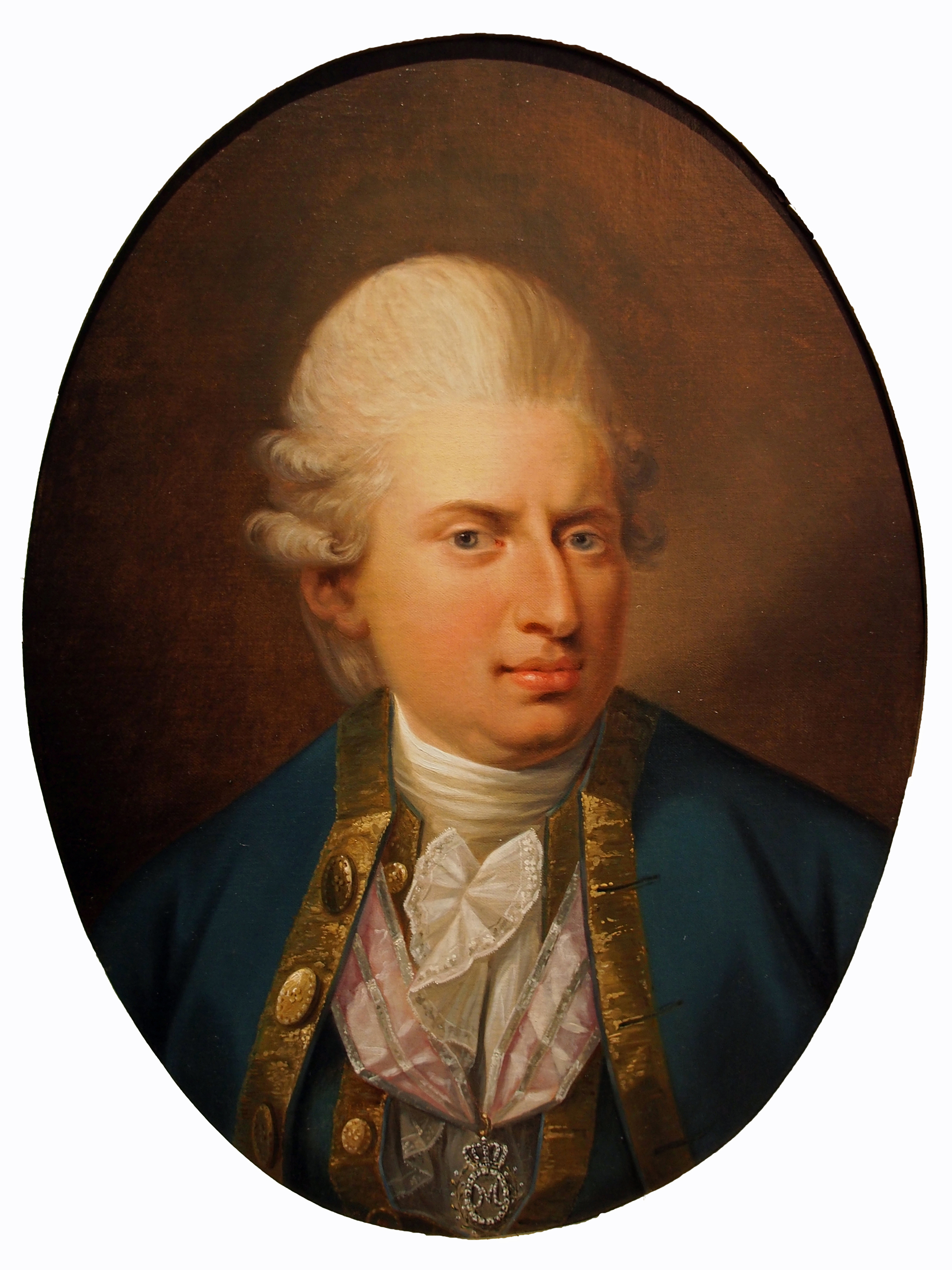
Porträt des Johann Friedrich Struensee (1737–1772) von Jens Juel (Ölgemälde, 1771)

## Handlung
Der geisteskranke dänische König Christian VII., der in seiner Kindheit misshandelt und geschlagen wurde, muss mit bereits sechzehn Jahren die Thronfolge antreten, als sein Vater Friedrich V. stirbt. Zwei Jahre später wird er mit seiner Cousine, der drei Jahre jüngeren britischen Prinzessin Caroline Mathilde, verheiratet. Der König vollzieht nur ein einziges Mal den Beischlaf mit seiner Gattin. Sie wird schwanger und bringt am 28. Januar 1768 einen Jungen zur Welt, den späteren Friedrich VI.
Christian VII. plant eine Reise durch Europa. Hans Graf zu Rantzau auf Ascheberg kann den ihm bekannten Altonaer Arzt Johann Friedrich Struensee veranlassen, den König zu begleiten. Die Reise beginnt am 6. Mai 1768, und sie endet am 14. Januar 1769. Stationen sind auch London, wo eine geplante Hamlet-Aufführung kurzfristig abgesagt wird, und Paris, wo der König die Enzyklopädisten um Voltaire und Diderot kennenlernen kann. Beim Empfang wendet sich Diderot an Struensee mit den Worten:
„Einige behaupten, der König sei geisteskrank. Sie haben sein Vertrauen. Das erlegt Ihnen eine große Verantwortung auf. Äußerst selten existieren, wie hier, die Möglichkeiten für einen aufgeklärten Monarchen, das Dunkel der Reaktion zu durchbrechen.“
Struensee kann das Vertrauen des Königs gewinnen und als Konferenzrat die Aufgabe übernehmen, Dekrete sprachlich zu bearbeiten, um sie anschließend zeichnen zu lassen. Er selbst nennt diese Aufgabe nicht Auftrag oder Berufung, sondern Besuch. Sein Gegenspieler Guldberg analysiert, dass die sprachliche Bearbeitung zu einer Machtausübung geworden sei und dass Reformen heranrollten wie eine Flut.
Es gelingt dem Leibarzt jedoch, seine Machtposition weiter auszubauen und seine Ernennung zum Geheimen Kabinettsminister zu bewirken. Von nun an ist er ermächtigt, Gesetze ohne die Zustimmung des Königs zu erlassen. Struensee hat sich die Möglichkeit geschaffen, Ideen der Aufklärung wie Abschaffung der Folter, Gedankenfreiheit und Schulreform in Dänemark zu verwirklichen.
In die allmähliche Machtübernahme hineingewoben ist der zweite Erzählstrang, die Entwicklung der Liebe zwischen Struensee und des Königs Gattin. Anlässlich der Ernennung zum Konferenzrat sagt der König zu Struensee:
„Die Königin leidet an Melancholia. Sie ist einsam, sie ist eine Fremde in diesem Land. Es ist nicht möglich gewesen, diese Melancholie zu lindern. Sie müssen diese Bürde von meinen Schultern nehmen. Sie müssen! sich ihrer annehmen.“
Am 26. September 1770 reist das Königspaar in der Begleitung von Struensee nach Ascheberg. Hier kommt es am dritten Tag nach der Ankunft in der Hütte, die für einen geplanten Besuch des Philosophen Rousseau hergerichtet war, zum Liebesakt.
Nach der Rückkehr bittet der König seinen Leibarzt Struensee nochmals inständig, sich der Gattin anzunehmen. Am 6. Februar 1771 sagt die Königin ihrem Geliebten, dass sie schwanger sei. Am 7. Juli 1771 wird ein Mädchen geboren und auf den Namen Louise Augusta getauft. Der Arzt Struensee ist, durch den vorherigen Sturz vom Pferd leicht lädiert, bei der Entbindung anwesend. Der König Christian VII. nimmt die Geburt der Tochter desinteressiert hin.
Währenddessen kehrt der ehemalige Erzieher des Königs Élie-Salomon-François Reverdil, jüdischer Abstammung, aus dem Schweizer Exil wieder nach Kopenhagen zurück, um im Auftrag von Struensee die bereits vorhandenen Pläne zur Abschaffung der Leibeigenschaft zu realisieren. Zu diesem Zeitpunkt hatte Struensee insgesamt 623 Dekrete erlassen.
Als Struensee immer mächtiger wird, beschließt Ove Høegh-Guldberg als Staatsminister, die Ehre des Königs wiederherzustellen, Struensee zu beseitigen und die Inhalte der Aufklärung zu revidieren. Mit einem gefälschten Umsturzplan, der angeblich von Struensee stamme, kann Guldberg mit der Königinwitwe Juliane von Braunschweig-Wolfenbüttel und Graf Rantzau ein Komplott bilden. Folgender Ablauf wird von den Verschwörern geplant und dann tatsächlich umgesetzt:
- Abendessen am 16. Januar 1772 mit anschließendem Tee und Maskenball
- Verhaftung von Struensee und Brandt am 17. Januar 1772 um 04:30 Uhr
- Verhaftung und Überführung der Königin und ihrer Tochter nach Schloss Kronborg.

In der letzten Phase des Handlungsablaufs steuert Guldberg – trotz gelegentlicher Zweifel – die staatspolitischen Aktionen:
- Christian VII. erkennt Louise Augusta als sein erbberechtigtes Kind an und lässt sich von Caroline Mathilde scheiden.
- Die Königin verlässt Dänemark ohne ihre Tochter und zieht nach Celle in ein Schloss ihres Bruders Georg III., wo sie nur noch drei Jahre leben wird.
- Struensee unterzeichnet am 25. Februar 1772 das Geständnis seines intimen Verhältnisses mit der Königin.

Struensee wird am 28. April 1772 auf dem Schafott hingerichtet. Guldberg ist nun der eigentliche Machthaber mit dem Titel Staatsminister. Und er beendet die Revolution, die Struensee begonnen hatte, schnell:
„Es dauerte nur ein paar Wochen, dann war alles wieder beim alten oder noch älteren. Als seien seine sechshundertzweiunddreißig revolutionären Dekrete, erlassen in diesen zwei Jahren, die die >Struenseezeit< genannt wurden, als seien sie Papierschwalben, von denen einige gelandet waren, während andere noch dicht über dem Erdboden schwebten und in der dänischen Landschaft noch keinen Platz finden können.“
1784 wird Guldberg in einem Putsch gestürzt. Der sechzehnjährige Königssohn, der den Putsch inszeniert hat, übernimmt als Kronprinzregent und ab 1808, dem Todesjahr seines Vaters, als König die Macht. Schon während seiner Regentschaft als Kronprinz beginnt in Dänemark wiederum ein Werk liberaler Reformen. Bereits 1788 kommt es zur Abschaffung der Schollengebundenheit und der Leibeigenschaft.
Die Tochter Struensees und der Königin heiratet später Friedrich Christian von Augustenborg. Caroline Amalie, eines ihrer drei Kinder, wird 1839 Königin von Dänemark.

## Personen

### König Christian VII.
König Christian VII. wird beschrieben „als alter Mann, sehr klein, abgemagert, mit eingefallenem Gesicht, und seine brennenden Augen zeugen von seinem kränklichen Geisteszustand [...] bei Nervosität ereilen ihn spastische Zuckungen“.
Er ist von Geburt an eigentlich recht intelligent. Es gibt zwei Theorien, weshalb er geisteskrank geworden ist. Entweder weil er in seiner Kindheit misshandelt wurde, oder weil er angeblich an Schizophrenie litt, die aber auch in der Erziehung ausgelöst worden sein könnte.
Christian glaubt schon sehr früh, dass man ihn verwechselt hätte und er in Wirklichkeit ein Bauernsohn wäre. Im Alter von fünf Jahren besucht er die Aufführung einer italienischen Komödiantengruppe und glaubt von diesem Zeitpunkt an, dass es sich beim Hofleben um ein Theaterstück handeln würde und es seine Aufgabe wäre, eine Rolle darin zu spielen.
Vor der Ankunft Struensees ist sein Hund sein einziger „Gesprächspartner“. Der Königin gegenüber ist er sehr schüchtern und zurückhaltend. Erst bei der Prostituierten Anna Catherine Beuthaken trifft er auf Zuneigung und Verständnis.

### Prinzessin Caroline Mathilde
Von Prinzessin Caroline Mathilde heißt es: „Sie habe helles, langes Haar, schöne blaue Augen, füllige Lippen, wenngleich eine etwas breitere Unterlippe, und besitze eine melodische Stimme“.
Während der Überfahrt nach Dänemark, wo sie ihren Bräutigam zum ersten Mal sehen sollte, hat sie die ganze Zeit geweint, denn sie wusste, welche Aufgabe man ihr zugedacht hatte: „Wie eine Zuchtstute soll sie von dem kleinwüchsigen, geistesgestörten dänischen König gedeckt werden und einen Thronfolger gebären“.
Am dänischen Hof fühlt sie sich sehr einsam und alleine gelassen, da sie nach der Trauung mit Christian hauptsächlich ignoriert wird. Als Struensee in ihr Leben tritt und sich ihrer annimmt, sieht sie wieder Hoffnung. Die Beziehung entwickelt sich außerdem recht gut, da die Königin sehr intelligent ist und sich somit auf einer gleichen Verstandesebene mit Struensee unterhalten kann.
Guldberg nennt sie „die kleine englische Hure“, weil sie mit Struensee eine Beziehung eingeht.

### Johann Friedrich Struensee
Johann Friedrich Struensee wird am 5. August 1737 in Halle geboren. Nach erfolgreichem Medizinstudium eröffnet er eine Arztpraxis in Altona. Später wird er Leibarzt Christians VII.
Im Gegensatz zu seinem Vater schließt sich Johann Friedrich Struensee den Gedanken der Aufklärung an.
Er wird beschrieben als freundlich, schweigsam, zuhörend. Von der Gestalt mittelgroß und blond. „Einer der ersten, die Zahncreme benützen.“
Er gewinnt sehr rasch das Vertrauen des Königs und wird später alleiniger Herrscher.
Als der König mit der Bitte an ihn herantritt, „er möge sich doch der Königin annehmen“, beginnt er eine Liebesbeziehung mit ihr.
Bis zu seiner Hinrichtung versuchte er die Ideen der Aufklärung zu verwirklichen – er erließ insgesamt 633 Verordnungen.

### Ove Høegh-Guldberg
Ove Høegh-Guldberg ist der Sohn eines Leichenbestatters aus Horsens. Im Alter von dreißig wird er Professor an der Akademie Sorø.
Ursprünglich wird er als Privatlehrer für Christians Halbbruder Friedrich an den Hof in Kopenhagen geholt.
Er wird als „ähnlich in der Gestalt wie Christian VII. beschrieben [...] ein Zwerg, kindlich, 1,48m groß“. Am Beginn des Romans ist er noch eine eher unbekannte Person. Aber im Verlauf der Geschichte wird seine Rolle immer tragender. Aus Neid und aus Streben nach Macht will er Struensee beseitigen.

## Sprache und Stilmittel
Die gesamte Geschichte, die in einer gehobenen Sprache geschrieben ist, wird von einem gut informierten Erzähler geschildert. Der Text ist eine Mischung aus Sachbuchbiografie und Roman. Obwohl der Leser schon im ersten Satz des Buches erfährt, dass Struensee sterben wird, schafft es der Autor trotzdem, die Spannung durchweg zu erhalten. Enquist beginnt mit dem Satz:
Am 5. April 1768 wurde Johann Friedrich Struensee als Leibarzt des dänischen Königs Christian VII. angestellt und vier Jahre später hingerichtet.

## Hörspiel
Der Roman wurde 2002 von NDR und SWR als Hörspiel produziert. Hörspielbearbeitung und Regie: Walter Adler. In den Hauptrollen: Hans Peter Hallwachs (Erzähler), Ulrich Matthes (Struensee), Andreas Pietschmann (Christian), Felix von Manteuffel (Guldberg), Alexandra Henkel (Caroline Mathilde), Jutta Hoffmann (Königinwitwe Juliane).